# Lardea
Lardea o Lardeya (en búlgaro: Лардея, en griego: Λαρδέα) es una fortaleza tardorromana y medieval en ruinas, situada cerca de la aldea de Lozenets en el municipio de Straldzha, provincia de Yámbol, en el sureste de Bulgaria. En la Edad Media, Lardea cambió a menudo de manos entre Bulgaria y Bizancio.

## Historia
Lardea fue fundada a finales del siglo III o principios del IV. En 705, el Imperio bizantino la cedió al Imperio búlgaro junto con la zona de Zagoria. Tras el tratado bizantino-búlgaro de 815, se reforzaron sus fortificaciones. Lardea fue conquistada por el Imperio Bizantino tras la invasión de la Rus a Bulgaria (967-971). En 1051 o 1052, Nicéforo Brienio derrotó a un destacamento pechenego cerca de Lardea. Según la Alexiada de Ana Comneno, el emperador bizantino Alejo I Comneno (r. 1081-1118) pasó 40 días en la fortaleza durante su guerra con los pechenegos en 1088. En su relato, Comneno describe la fortaleza como situada entre Diampolis y Goloe.
Lardea fue conquistada por el restablecido Imperio búlgaro a finales del siglo XII. En 1186, las fuerzas búlgaras y cumanas de los hermanos Asen y Pedro se enfrentaron a las tropas del emperador bizantino Isaac II Ángelo, que se retiraban a la fortaleza de Lardea en medio de una campaña antibúlgara. El ejército búlgaro empleó su caballería para debilitar la fuerza bizantina antes de organizar un exitoso ataque total. Obligado a retirarse, Isaac II abandonó su campaña y huyó a Adrianópolis.
Lardea fue capturada por los bizantinos junto con Ktenia en 1278 durante la Rebelión de Ivailo. En 1304, el emperador Teodoro Svetoslav (r. 1300-1321) recuperó para Bulgaria el noreste de Tracia, incluida Lardea. La fortaleza pasó a formar parte del ampliado Despotado de Kran, que sirvió como apañamiento de Aldimir, un noble búlgaro leal a su sobrino Teodoro Svetoslav.
Sin embargo, la fortaleza se perdió de nuevo durante el interregno tras la prematura muerte del hijo de Teodoro Svetoslav, Jorge II Terter, en 1322. Fue recuperada por el nuevo emperador Miguel Shishman (r. 1323-1330) en 1324. Tras otra breve ocupación bizantina entre 1330 y 1332, volvió a estar en manos búlgaras tras la batalla de Rusokastro del 18 de julio de 1332. En 1373, los otomanos capturaron la importante ciudad de Diampolis y las fortalezas circundantes, incluida Lardea.